# Heinrich Rudolph von Kyaw

Wappen derer von Kyaw

Heinrich Rudolph von Kyaw (* 28. Dezember 1809 in Dresden; † 14. März 1885 in Kleinzschachwitz) war ein deutscher Jurist, Schriftsteller und Familienchronist.

## Leben
Er stammte aus dem Oberlausitzer Adelsgeschlecht Kyaw und besuchte die Fürstenschule St. Afra in Meißen. Anschließend studierte von 1829 bis 1832 an der Universität Leipzig.
Er lebte ab 1863 in Kleinzschachwitz, wo er sich eine repräsentative Villa errichten lassen hatte, in der er als freischaffender Schriftsteller und Chronist seiner Familie bis zu seinem Tod im Jahre 1885 lebte. Außerdem war er Administrator der Familienstiftung von Kyaw. Die von ihm nach authentischen Quellen erarbeitete umfangreiche Familienchronik erschien 1870 als Monographie.
Im Jahre 1880 wurde Heinrich Rudolph von Kyaw Ehrenmitglied und wenig später Vorsitzender des „Kirchlichen Vereins“ in Kleinzschachwitz. Der Verein bemühte sich vor allem um die Errichtung einer eigenen Parochie von Kleinzschachwitz, das damals noch nach Dohna gepfarrt war. Erst mehrere Jahre nach Kyaws Tod konnte dies 1897 verwirklicht werden.

## Familie
Heinrich Rudolph von Kyaw heiratete im Jahre 1863 Elisabeth von Miltitz aus dem Hause Scharfenberg (1830–1898), die Tochter des preußischen Generalleutnants Dietrich von Miltitz. Aus dieser Ehe stammen Karl Otto von Kyaw sowie die beiden Töchter Elisabeth und Gertrud.

## Werke (Auswahl)
- Familien-Chronik des adeligen und freiherrlichen Geschlechtes von Kyaw. Nach authentischen Quellen, Leipzig 1870 (archive.org).
- Die Carlowitzsche Fehde im Jahre 1558. In: Archiv für sächsische Geschichte, N.F. Band 4, 1878, S. 193–216 (slub-dresden.de).
- Fürst Putjatin in Klein-Zschachwitz. In: Wissenschaftliche Beilage der Leipziger Zeitung, Nr. 90, 10. November 1878.
- Fürst Putiatin, Ein Beitrag zur Geschichte von Klein-Zschawitz. Dresden, 1883.

## Ehrungen
In Dresden wurde im Ortsteil Kleinzschachwitz die Pillnitzer Straße, an der er eine stattliche Villa errichtet hatte (Nr. 8), bei der Straßenumbenennung im Jahre 1926 nach ihm in Kyawstraße umbenannt. Im Gegensatz zu anderen Straßen, die nach Adligen benannt worden waren, hatte dieser Straßenname auch über die gesamte DDR-Zeit bis heute Bestand.